# Remedy (Ali Gatie)
Remedy è un singolo del cantante canadese Ali Gatie, pubblicato il 1º marzo 2019.

## Tracce
1. Remedy – 3:07